# 姜寶
姜寶（1514年—1593年），字廷善，一字惟善，號鳳阿，直隸鎮江府丹陽縣人，軍籍，明朝政治人物。官至南京禮部尚書。

## 生平
嘉靖二十五年（1546年）丙午科應天府鄉試第六十九名舉人。嘉靖三十二年（1553年）中式癸丑科二甲第四十九名進士。改翰林院庶吉士，丁忧，三十六年六月服阕起复，授编修，三十九年五月升四川提学佥事。历官南京太常寺少卿，四十五年（1566年）三月升提督誊黄右通政。
隆慶二年（1568年）三月升南京国子监祭酒，四年以魏国公徐鹏举去長子立幼子之事被弹劾，勒令回籍听勘。五年九月南京法司受大学士高拱指令，以姜宝贪赃千金被黜为民。
萬曆時，姜寶受赃案被昭雪，十一年（1583年）十二月起任太常寺少卿提督四夷馆，十二年二月升南京太常寺卿，六月升南京刑部右侍郎，十四年二月改南京吏部右侍郎，升南京刑部尚书，十五年五月改任南京礼部尚书，累疏乞休，十七年六月以年逾七旬乞休，加太子少保致仕。二十一年（1593年）卒，二十二年五月賜祭葬。

## 家族
曾祖姜深；祖父姜昕；父姜金，母孔氏；繼母金氏。子姜士昌。兄姜憲、弟姜寀（歲贡）、弟姜寅、姜宋，俱生员。